# Норман Лејн
Норман Даглас Лејн (енгл. Norman Douglas Lane (Торонто, 6. новембар 1919 — Хамилтон, 6. август 2014) био је канадски кану спринтер који се такмичио за репрезентацију Канаде у првој половини 40-их до краја 50-их година прошлог века. Освајач је бронзане медаље на Олимпијским играма у Лондону 1948, 

## Каријера
Први пут је привукао пажњу, освојивши бронзану медаљу на националном првенству Канаде 1940. Међутим, наредних осам година није имао никаквих посебних резултата. Ситуација се променила када је постао трећи на Летним олимпијским играма у Лондону (1948) у такмичењу кануа Ц-1 на 10.000 м.
После овог успеха, преселио се из „Balmy Beach Canoe Club” (Торонто) у „Rideau Canoe Club” (Отава) и освојио државно првенство (1950). На Олимпијским играма у Хелсинкију (1952), стигао је пети на Ц-1 10.000 метара..Његов брат Кенет Лајн на овим играма освојо је сребрну медаљу у конкуренцији кануа двоклека на 10.000 м.
У то време одбранио је докторат из математике, али је наставио активну спортску каријеру враћајући се у Торонто до краја деценије. Спремао се да заврши каријеру Олимпијским играма 1960. у Риму али није прошао квалификације за одлазак на игре.